# Sudan thuộc Anh-Ai Cập

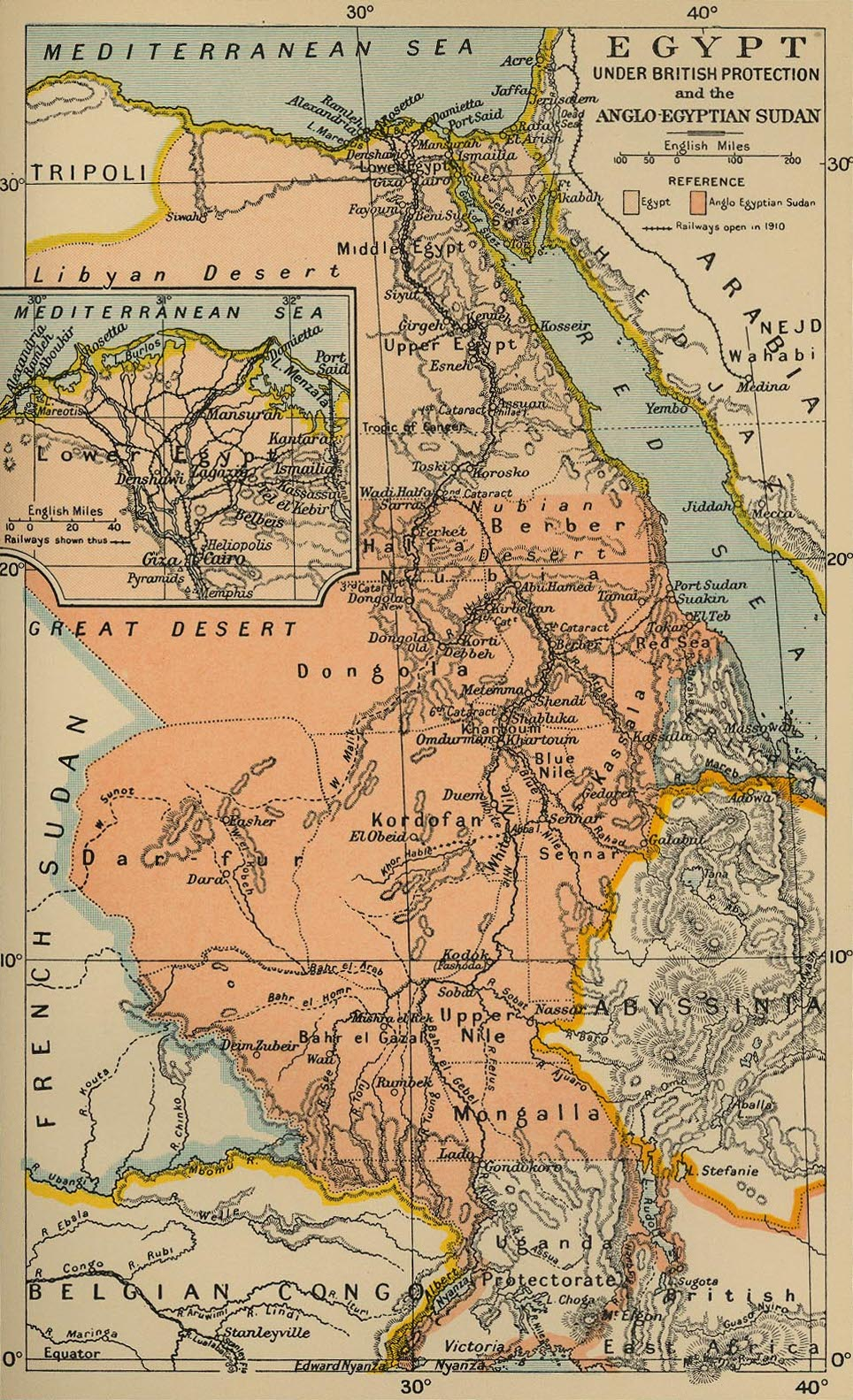
Bản đồ xứ Sudan thuộc Anh-Ai Cập

Sudan thuộc Anh-Ai Cập (tiếng Ả Rập: السودان الإنجليزي المصري as-Sūdān al-Inglīzī al-Maṣrī) là địa danh cũ của thuộc địa Sudan từ năm 1899 đến năm 1956 trong thời gian Sudan bị Anh và Ai Cập đồng cai trị dưới thể chế đồng trị.
Xứ này có diện tích khoảng 970.000 dặm vuông.
Địa sản chính là nhựa keo và bông gòn.

## Lịch sử
Sudan thuộc Anh-Ai Cập là tiền thân của nước Sudan. Xứ này bắc giáp Ai Cập; đông-bắc là Hồng Hải; đông là Đông Phi thuộc Ý và Ethiopia; nam là Uganda và Congo thuộc Bỉ; còn tây là châu Phi Xích đạo thuộc Pháp. Thủ phủ là Khartoum.
Chính phủ Anh chủ trương chinh phục Sudan từ cuối thế kỷ 19 vì muốn ngăn các cường quốc Âu châu như Pháp và Bỉ không khống chế được thượng nguồn sông Nin. Ngoài ra sau cuộc chiến tranh Anh-Ai Cập 1882, Anh đã chiếm đóng Ai Cập và đưa Tawfiq lên làm quốc vương nên lo ngại nếu không kiểm soát được Sudan, thì miền hạ lưu Ai Cập sẽ dễ bị uy hiếp. Dựa vào cớ bảo vệ quyền lợi của Ai Cập, chính phủ Anh cho động quân.
Năm 1896 tướng Horatio Kitchener chỉ huy quân đội Anh mở cuộc chinh phạt Sudan. Quân Anh phá được lực lượng của Mahdi Muhammad Ahmad trong trận Umm Durman đẫm máu và chiếm được thành Khartoum. Sang năm sau thể chế Anh-Ai đồng trị thành hình. Chức toàn quyền Sudan thì do chính phủ Ai Cập bổ nhiệm nhưng phải được Luân Đôn thuận phê sẽ đứng đầu xứ thuộc địa này. Tuy về mặt pháp lý, Ai Cập là thành viên bình đẳng với Anh trong việc cai trị Sudan nhưng trên thực tế, Sudan là phiên thuộc của Anh. Chính phủ Ai Cập có vận động sáp nhập Sudan vào Ai Cập để rộng quyền hơn nhưng những vận động đó không thành.
Năm 1936 quân đội Anh rút khỏi Ai Cập, chỉ giữ quyền kiểm soát Kênh đào Suez nhưng đối với Sudan, chính phủ Anh tiếp tục cai trị song hành với Ai Cập.
Vào những năm đầu Chiến tranh thế giới thứ hai quân đội Ý mở cuộc xâm lăng Sudan từ xứ Đông Phi thuộc Ý nhưng bị đánh bại. Sang năm 1941 Lực lượng Phòng thủ Sudan nhân danh quân đội Đồng Minh mở cuộc phản công đánh vào thuộc địa Eritrea của Ý, buộc tướng Guglielmo Nasi phải đầu hàng.
Cuộc cách mạng Ai Cập năm 1952 lật đổ nền quân chủ và tân tổng thống Muhammad Naguib quyết định chấm dứt thể chế đồng trị của Ai Cập ở Sudan. Mất cơ chế pháp lý đó, Anh cũng phải rút lui và nước Sudan độc lập ra đời năm 1956 sau 55 năm phụ thuộc Anh.

## Danh sách Thống đốc Anh ở Sudan
1. Bá tước Herbert Kitchener: 1898 - 1899
2. Reginald Wingate: 1899 - 1916
3. Lee Stack: 1916 - 1924
4. Geoffrey Archer: 1925 – 1926
5. Nam tước John Maffey: 1926 – 1934
6. Stewart Symes: 1934 – 1940
7. Hubert Huddleston: 1940 – 1947
8. Robert Howe: 1947 – 1954
9. Knox Helm: 1954 – 1955